# Lothar Klein (Komponist)
Lothar Klein (* 27. Januar 1932 in Hannover; † 3. Januar 2004 in Toronto) war ein US-amerikanischer Komponist und Musikpädagoge deutscher Abstammung.

## Leben und Werk
Lothar Klein kam in jungen Jahren in die Vereinigten Staaten. Er studierte an der University of Minnesota und von 1958 bis 1960 bei Josef Rufer in Berlin. In dieser Zeit lehrte er an der Hochschule für Musik als Assistent von Boris Blacher. Er kehrte in die Vereinigten Staaten zurück und ließ sich in Austin (Texas) nieder. Von 1962 bis 1964 lehrte er an der University of Minnesota und von 1964 bis 1968 an der University of Texas. 1968 wurde er als Professor für Komposition an die University of Toronto berufen. Von 1971 bis 1976 wirkte er hier als Chairman of Graduate Studies in Music.
Lothar Klein schrieb mehr als 170 Kompositionen. Er komponierte unter anderem Orchesterwerke wie zwei Symphonien (1955 und 1965), ein Konzert für vier Bläser und Orchester (1958), Appassionato (1959), Symmetries in vier Teilen (1959, 1960, 1962 und 1964), ein Trio concertante für Streicher und Orchester in memoriam Ernest Hemingway, Albert Camus und John F. Kennedy (1964), Design für Schlagzeug und Orchester (1971), Kammermusik für verschiedene Besetzungen und Vokalwerke wie Kantaten und Lieder.
Lothar Klein schrieb unter anderem The Twelve-Tone Evolution, 1930 – 1960 (in Essays … Austin, Texas 1966).